# Христюк Павло Оникійович
Павло́ Они́кійович Христю́к (1890, Кубанська область — 19 вересня 1941 р., Хабаровський край, Російська РФСР) — український кооператор, політичний діяч і публіцист.

## Життєпис
Народився 1890 р. у станиці Єлисаветська на Кубані, в козацькій сім'ї. І там проживав до 1912 року. Ось що у зв'язку з цим згадував він сам:
Я родом з Кубанщини, однак вся моя громадсько-політична робота минула в Україні (з 1912 по 1923 р. я жодного разу не побував на Кубані). А мої рідні жили на Кубані... я листувався з ними, і на Кубані мене знали.
Навчаючись у Київському політехнічному інституті, Павло Христюк активно включається в політичне життя. Так, у червні 1913 року він серед інших ставить свій підпис у листі на ім'я члена Державної Думи, більшовика Григорія Петровського у зв'язку з передбачуваним виступом останнього в Думі з українського питання. В цьому листі йшлося «про нагальну необхідність націоналізації освіти в інтересах культурного розвитку українського народу». Зазначений документ відбивав цілком обґрунтовану тривогу української інтелігенції, викликану постійною і цілеспрямованою русифікаторською політикою царського уряду.

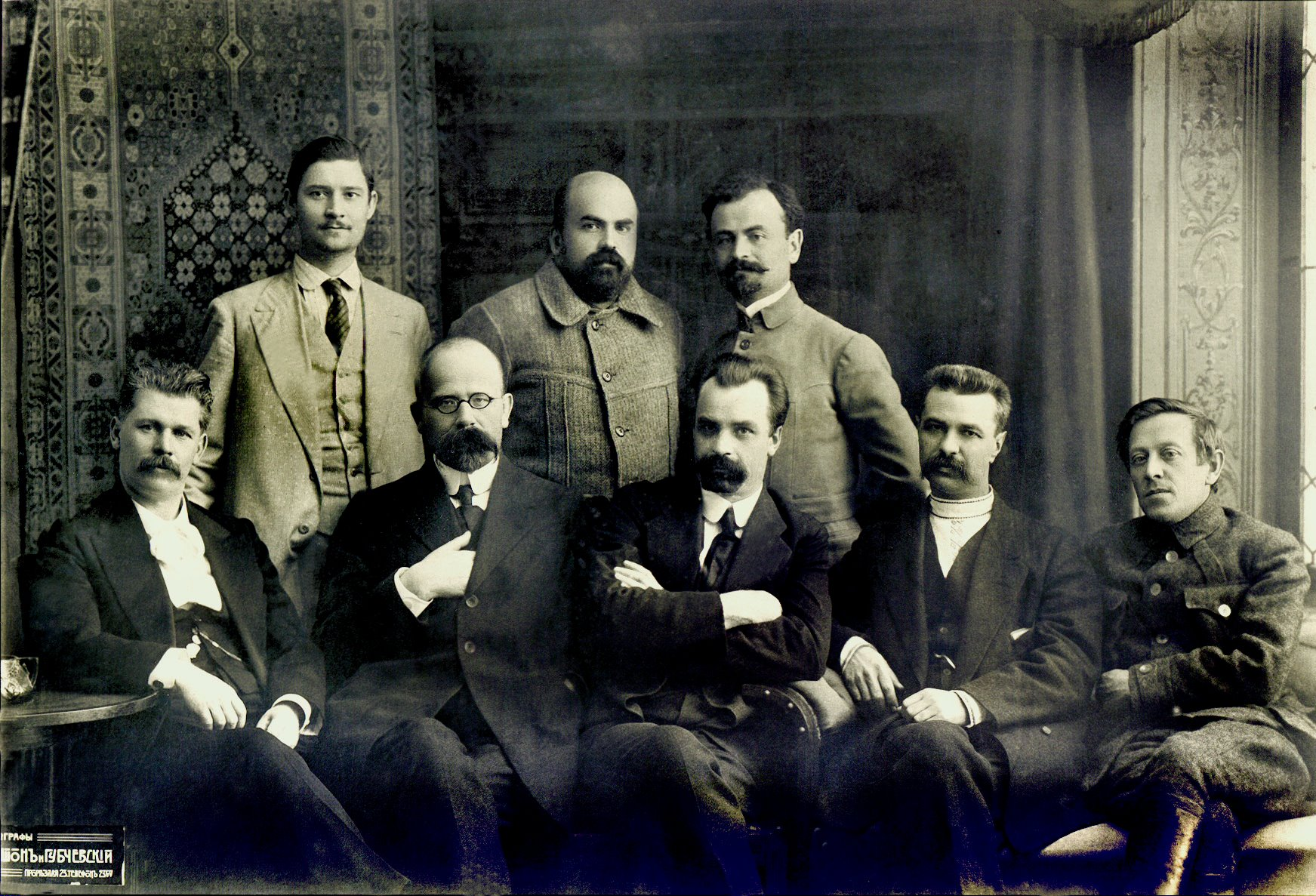
Перший Генеральний секретаріат Української Центральної Ради. 1917 р.
Стоять (зліва направо): Павло Христюк, Микола Стасюк, Борис Мартос
Сидять (зліва направо): Іван Стешенко, Христофор Барановський, Володимир Винниченко, Сергій Єфремов, Симон Петлюра

Навчався у Київському політехнічному інституті. Був співробітником газети «Рада». 1916–1917 — редактор кооперативного журналу «Комашня».
Співробітник есерівських (УПСР) газет «Боротьба» і «Трудова громада».
Провідний член ЦК УПСР та Селянської спілки, член Центральної і Малої Рад, генеральний писар в уряді Володимира Винниченка. Співавтор земельного закону від 31 січня 1918 р. Міністр внутрішніх справ (з кінця лютого 1918 р. — державний секретар) в уряді Всеволода Голубовича.
Очолював Міністерство народної освіти з 29 січня по 10 березня 1918 р.
1919 року міністром внутрішніх справ в уряді Ісаака Мазепи став його товаришем. Після IV з'їзду УПСР належав до фракції «центральної течії». З 1919 року на еміграції у Відні, де був членом «закордонної делегації» УПСР та співредактором журналу «Борітеся — поборете!».
1924 — приїхав до Української СРР, працював у Товаристві робітників науки і техніки для сприяння соціалістичному будівництву (Харків, 1928–1931), співробітничав у журналі «Червоний Шлях».
Заарештований 2 березня 1931 р. за справою «Українського Національного Центру» і засуджений до ув'язнення. Перебував, зокрема, на Соловках. Помер в одному з концтаборів «Севвостлаґу» (Хабаровський край).

## Основні праці
Автор праць з історії революції в Україні та історії української суспільно-політичної думки. Автор книг «Замітки і матеріали до історії української революції 1917–1920», т. І-IV (1921–1922; є цінним джерелом до історії українських визвольних змагань), розвідок «1905 рік в Україні» (1925), «Нарис історії класової боротьби та соціалізму», «Україна доби селянської реформи в творах Г. Данилевського» (1930), «Суспільно-політичні твори Івана Франка в світлі його творів та листування. Збірна студія» (1932, видано після арешту П. Христюка без зазначення автора; за редакції К. Осипа й А. Біленького-Березинського та з передмовою А. Біленького-Березинського).
- Христюк П. О. Замітки і матеріали до історії української революції : 1917—1920 рр. : у 4 т. Т. 1 / Павло Христюк ; Укр. соціол. ін-т. — Wien: б. в., 1921. — 151 с. — (Українська революція. Розвідки і матеріали ; кн. 1). [Архівовано 2 березня 2019 у Wayback Machine.]
- Христюк П. О. Замітки і матеріали до історії української революції : 1917—1920 рр. : у 4 т. Т. 2 / Павло Христюк ; Укр. соціол. ін-т. — Wien: б. в., 1921. — 204 с. — (Українська революція. Розвідки і матеріали ; кн. 2). [Архівовано 2 березня 2019 у Wayback Machine.]
- Христюк П. О. Замітки і матеріали до історії української революції : 1917—1920 рр. : у 4 т. Т. 3 / Павло Христюк ; Укр. соціол. ін-т. — Wien: б. в., 1921. — 159 с. — (Українська революція. Розвідки і матеріали ; кн. 3). [Архівовано 2 березня 2019 у Wayback Machine.]
- Христюк П. О. Замітки і матеріали до історії української революції : 1917—1920 рр. : у 4 т. Т. 4 / Павло Христюк ; Укр. соціол. ін-т. — Wien: б. в., 1922. — 192 с. — (Українська революція. Розвідки і матеріали ; кн. 4). [Архівовано 2 березня 2019 у Wayback Machine.]

## Пам'ять
Кабінетом Міністрів України 28 лютого 2018 р. засновано в числі академічних стипендій імені державних діячів першого українського уряду для студентів та курсантів закладів вищої освіти державної форми власності, які здобувають вищу освіту за освітнім рівнем магістра стипендію імені Павла Христюка (Історія та археологія).